# Stancija Vodopija
Stancija Vodopija – wieś w Chorwacji, w żupanii istryjskiej, w mieście Poreč. W 2011 roku liczyła 116 mieszkańców.